# Karl Richter (Autor)
Karl Richter (* 8. Januar 1837 in Somsdorf bei Tharandt; † nach 1904) war ein deutscher Schulmann und pädagogischer Schriftsteller.
Richter genoss seine Seminarbildung in Dresden. Er bekleidete seit 1857 eine Lehrerstelle seines Heimatortes und trat 1859 in den städtischen Schuldienst zu Leipzig, in dem er 1875 Direktor der Fortbildungsschule für Knaben, 1876 Direktor einer Bürgerschule wurde.

## Werke
- Die Seelsorge des Unterrichts. Leipzig 1862
- Der Anschauungsunterricht in den Elementarklassen. 3. Auflage. Leipzig 1887
- Die Emanzipation der Schule von der Kirche und die Reform des Religionsunterrichts. Leipzig 1870
- Die Reform der Lehrerseminare. 1869
- Kindergarten und Volksschule in ihrer organischen Verbindung. 1876
- Biblische Geschichten. mit Reimer, 1886
- Die Herbart-Zillerschen formalen Stufen des Unterrichts. 1888
- Adolf Diesterweg. Wien 1890.

Auch besorgte er eine Neuausgabe von Diesterwegs Wegweiser zur Lehrerbildung. 6., nach der Ausgabe letzter Hand bearbeitete Auflage, Frankfurt 1890 und ist Herausgeber der Pädagogischen Bibliothek; Sammlung der wichtigsten pädagogischen Schriften älterer und neuerer Zeit. Leipzig, seit 1870.